# Paul Peel

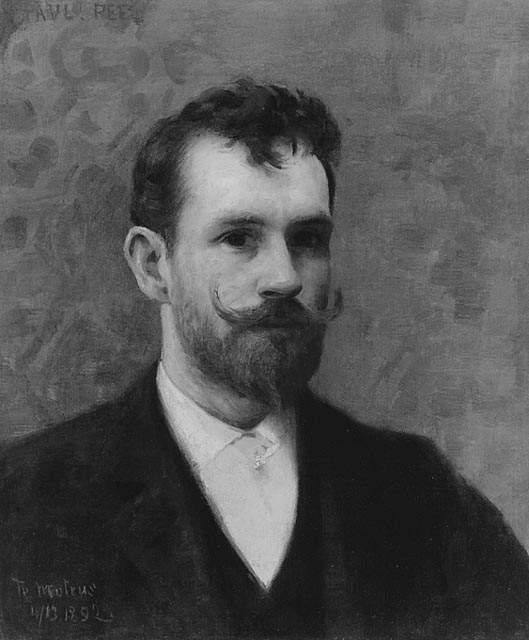
Paul Peel, zelfportret

Paul Peel (London (Ontario), 7 november 1860 – Parijs 3 oktober 1892) was een Canadees kunstschilder.

## Leven en werk
Peel werd in de schilderkunst ingewijd door zijn vader en studeerde later onder under William Lees Judson aan de 'Pennsylvania Academy of the Fine Arts' en onder Thomas Eakins. Vervolgens verhuisde hij naar Parijs, waar hij verder studeerde aan de École des Beaux-Arts onder Jean-Léon Gérôme en aan de Académie Julian onder Jean-Joseph Benjamin-Constant en Jules Lefebvre.
Peel was vaak als kunstenaar op reis, door Canada zowel als Europa, en exposeerde in tal van landen. In 1890 won hij een bronzen medaille bij de Parijse Salon voor zijn schilderij After the Bath, waarmee hij een der eerste Canadese kunstschilders was die international erkenning kreeg. Zijn stijl is vooral naturalistisch en later meer impressionistisch. Hij maakte vooral naam met zijn sentimenteel aandoende naaktstudies en portretten van kinderen.
Peel trouwde in 1882 met Isaure Verdier, met wie hij een zoon en een dochter kreeg. Hij overleed op 31-jarige leeftijd in Parijs aan een longontsteking.

## Galerij

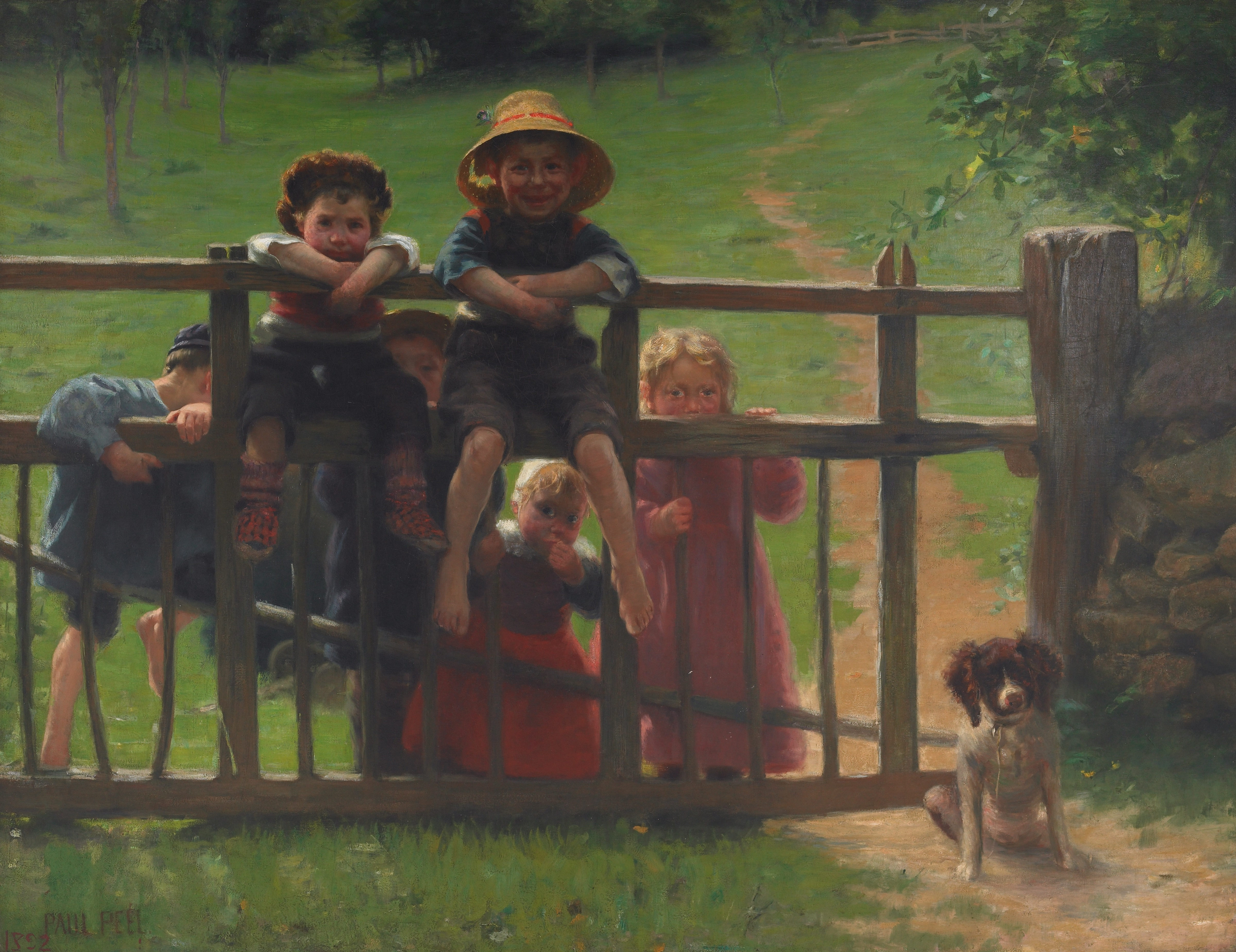
Orchestra Chairs, ca 1885
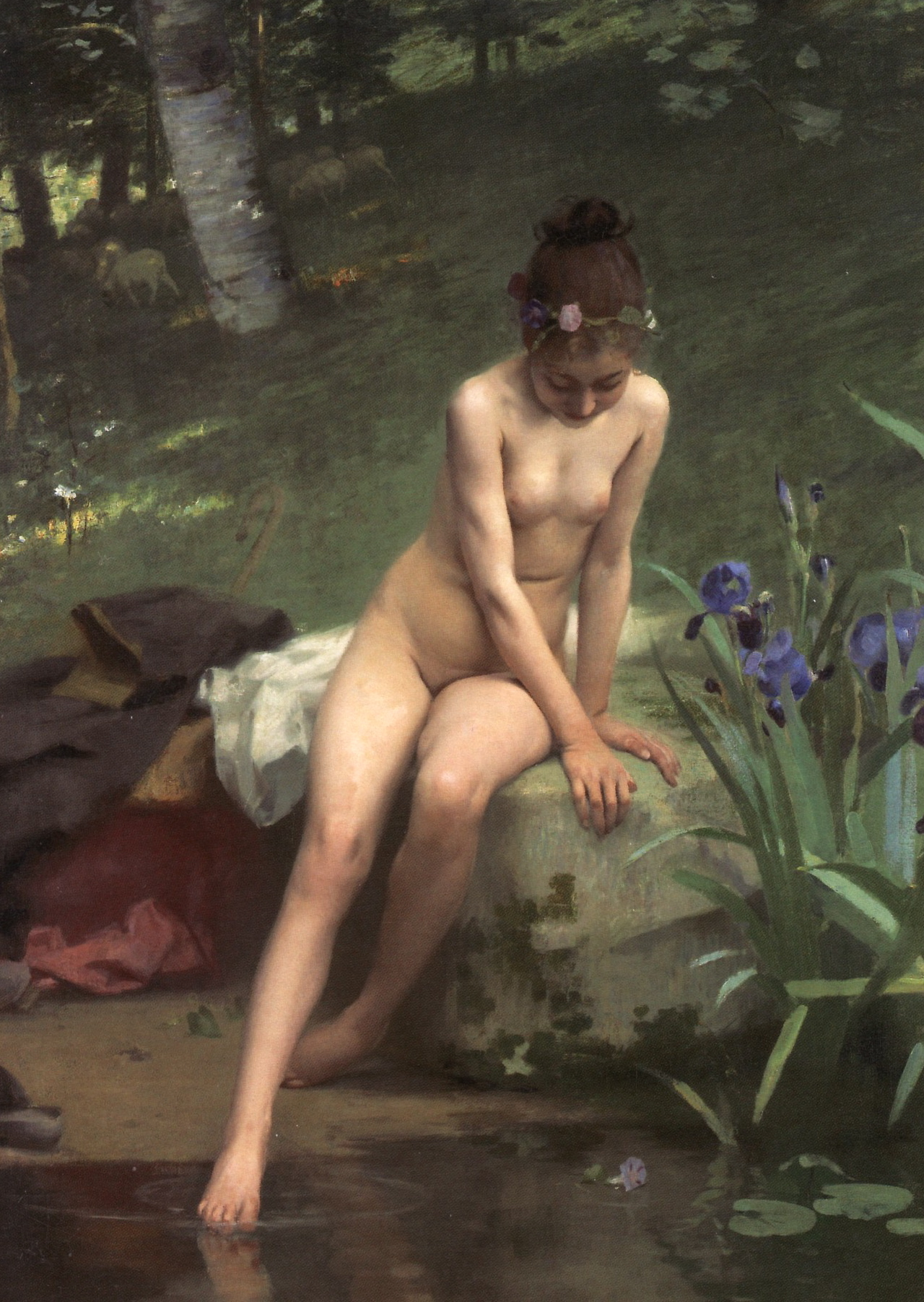
The Little Shepherdess, 1892
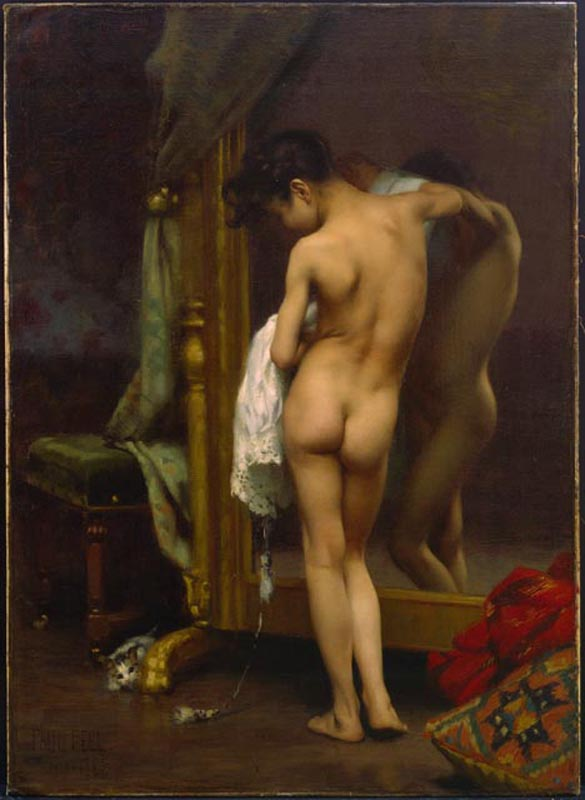
A Venetian Bather
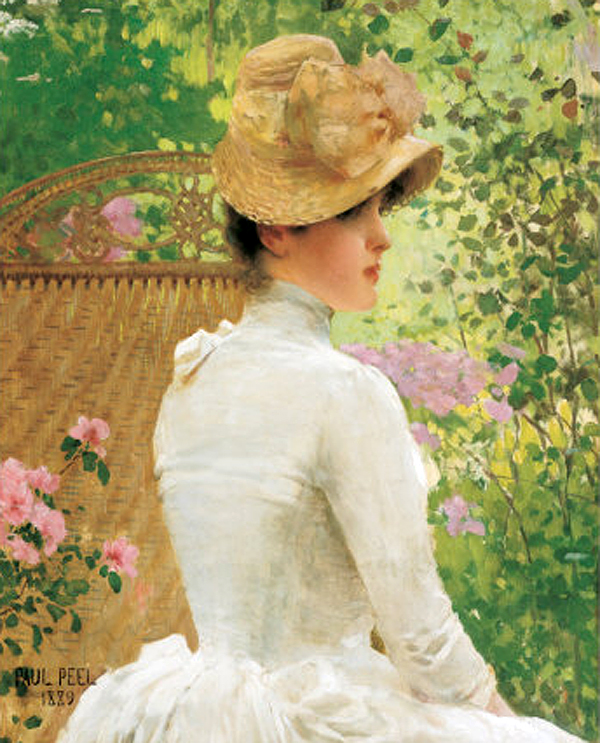
Lady in the garden 1889
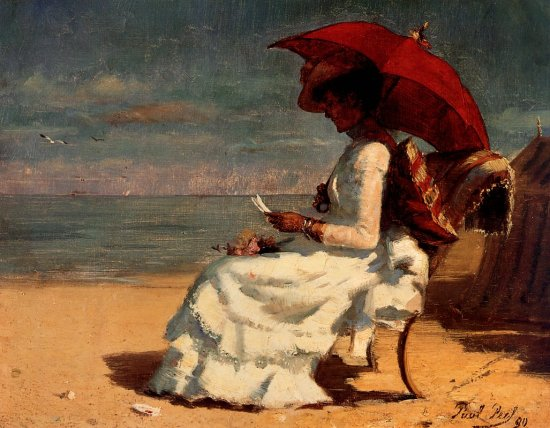
The Beach at Normandy, 1889